# Sheila Hancock
Sheila Hancock (Blackgang, Wight-sziget, 1933. február 22. –) angol színésznő, énekesnő és írónő.

## Élete
A Royal Academy of Dramatic Art drámaiskolában tanult. Aztán színdarabokban és musicalekben játszott Londonban.
Hancock 1965-ben debütált a Broadway színpadán.
1955-ben feleségül ment Alec Ross színészhez, aki 1971-ben nyelőcsőrákban halt meg. 1973-ban házasságot kötött John Thaw (1942–2002)  színésszel.

## Filmjei
| Év   | Eredeti cím                    | Szerep                    | Magyar cím                   |
| ---- | ------------------------------ | ------------------------- | ---------------------------- |
| 1960 | Light Up the Sky!              | Theatre Act               |                              |
| 1960 | The Bulldog Breed              | Doris                     | Matróz a rakétában           |
| 1960 | Doctor in Love                 | Librarian                 |                              |
| 1961 | The Girl on the Boat           | Jane Hubbard              |                              |
| 1962 | Twice Round the Daffodils      | Dora                      |                              |
| 1964 | Night Must Fall'               | Dora Parkoe               |                              |
| 1964 | The Moon-Spinners              | Cynthia Gamble            |                              |
| 1964 | Carry On Cleo                  | Senna Pod                 | Folytassa, Kleo!             |
| 1967 | How I Won the War              | Mrs Clapper barátnője     |                              |
| 1968 | The Anniversary                | Karen Taggart             |                              |
| 1970 | Take a Girl Like You]]         | Martha Thompson           |                              |
| 1980 | The Wildcats of St Trinian's   | Olga Vandemeer            |                              |
| 1988 | Hawks                          | Regina                    |                              |
| 1988 | Buster                         | Mrs Rothery               |                              |
| 1990 | Three Men and a Little Lady    | Vera                      | Három férfi és egy kis hölgy |
| 1994 | A Business Affair              | Judith                    |                              |
| 1997 | Love and Death on Long Island  | Mrs. Barker               |                              |
| 1999 | Hold Back the Night            | Vera                      |                              |
| 2004 | Yes                            | Aunt                      |                              |
| 2006 | After Thomas                   | Grandma Pat, Nicola anyja | Thomas után                  |
| 2008 | The Boy in the Striped Pyjamas | Nagyanya                  | A csíkos pizsamás fiú        |
| 2013 | Delicious                      | Patti                     |                              |
| 2017 | Edie                           | Edie                      |                              |
| 2017 | The Dark Mile                  | Mary                      |                              |
| 2018 | The More You Ignore Me         | Nan Wildgoose             |                              |

## Fordítás
- Ez a szócikk részben vagy egészben  a   Sheila Hancock című angol Wikipédia-szócikk fordításán alapul.  Az eredeti cikk szerkesztőit annak laptörténete sorolja fel. Ez a jelzés csupán a megfogalmazás eredetét és a szerzői jogokat jelzi, nem szolgál a cikkben szereplő információk forrásmegjelöléseként.